# جو ماور
جو ماور (مواليد 19 أبريل 1983) هو لاعب كرة القاعدة أمريكي معتزل  لعب طوال مشواه في نادي مينيسوتا توينس.